# サンサーイ郡
座標: 北緯18度50分55秒 東経99度2分42秒 / 北緯18.84861度 東経99.04500度
サンサーイ郡（サンサーイぐん）はタイ北部・チエンマイ県にある郡（アムプー）である。

## 名称
サンサーイとは「砂の丘陵」を意味する。

## 歴史
郡は1987年10月20日に設置された。

## 地理
ピン川の支流の形成した盆地にある。主な河川は、ピン川、クワン川、カーオ川である。
交通はチエンマイを環状に取り囲む国道121号線が郡内を通っているほか、国道118号線が北東から南西にとっており、北東にウィエンパーパオ、南西にチエンマイと通じる。

## 経済
主な産業は農業であり、コメ、ジャガイモ、レイシ、マンゴー、ロンガン、キャベツなどが生産されている。

## 行政区分
郡内は12のタムボンに分かれ、さらにその下位に116の村（ムーバーン）がある。自治体（テーサバーン）があり以下のようになっている。
- テーサバーンタムボン・サンサーイ・・・タムボン・サンサーイルワン、タムボン・サンサーイノーイ、タムボン・サンプラネート、タムボン・パーパイの一部
- テーサバーンタムボン・メーチョー・・・タムボン・ノーンチョム、タムボン・ノーンハーン、タムボン・パーパイの一部

また、郡内には10のタムボン行政体（オンカーンボーリハーンスワンタムボン）がある。
1. タムボン・サンサーイルワン・・・ตำบลสันทรายหลวง
2. タムボン・サンサーイノーイ・・・ตำบลสันทรายน้อย
3. タムボン・サンプラネート・・・ตำบลสันพระเนตร
4. タムボン・サンナーメン・・・ตำบลสันนาเม็ง
5. タムボン・サンパーパオ・・・ตำบลสันป่าเปา
6. タムボン・ノーンイェーン・・・ตำบลหนองแหย่ง
7. タムボン・ノーンチョム・・・ตำบลหนองจ๊อม
8. タムボン・ノーンハーン・・・ตำบลหนองหาร
9. タムボン・メーフェーク・・・ตำบลแม่แฝก
10. タムボン・メーフェークマイ・・・ตำบลแม่แฝกใหม่
11. タムボン・ムアンレン・・・ตำบลเมืองเล็น
12. タムボン・パーパイ・・・ตำบลป่าไผ่